# Залезът на американската империя
„Залезът на американската империя“ (на френски: Le Déclin de l'empire américain) е канадски филм от 1986 година, трагикомедия на режисьора Дени Аркан по негов собствен сценарий.
В центъра на сюжета са група приятели, главно преподаватели по хуманитарни дисциплини в Монреалския университет, които се събират извън града през уикенда и водят разговори за любовния и сексуалния си живот, засягащи теми като изневяра, хомосексуалност, групов секс, БДСМ и проституция. Главните роли се изпълняват от Реми Жирар, Пиер Кюрзи, Доминик Мишел, Луиз Портал, Дороте Бериман.
„Залезът на американската империя“ е номиниран за „Оскар за чуждоезичен филм“ и получава наградата на ФИПРЕСИ Кинофестивала в Кан.